# Biréndra

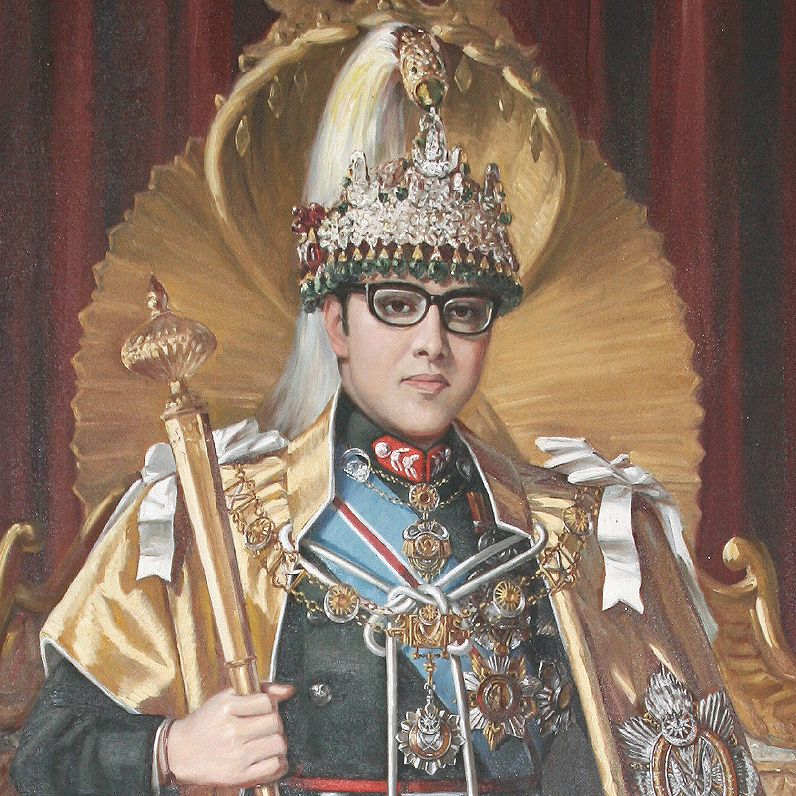

Biréndra Bír Bikram Šáh Déva (nepálsky श्री ५ महाराजाधिराज वीरेन्द्र वीर विक्रम शाह देव; 28. prosince 1945 – 1. června 2001) byl mezi lety 1972–2001 nepálský král. Byl synem předchozího krále Mahéndry, po kterém převzal trůn a vládl až do masakru nepálské královské rodiny v roce 2001, během kterého přišel o život.
Biréndra patřil k světově nejpopulárnějším nepálským králům vůbec. Ve své zemi však musel čelil stále sílícím lidovým protestům, které přerostly v otevřenou občanskou válku. Nakonec byl Biréndra zavražděn vlastním synem, následníkem trůnu.

## Vyznamenání
- řetěz Řádu milionu slonů a bílého slunečníku – Laos, 1970
- řetěz Řádu Nilu – Egypt, 1974
- velkohvězda Řádu jugoslávské hvězdy – Jugoslávie, 2. února 1974
- řetěz Řádu chryzantémy – Japonsko, 1975
- velkokříž Řádu rumunské hvězdy – Rumunsko, 1975
- Královský Viktoriin řetěz – Spojené království, 23. února 1975[1]
- velkokříž Řádu nizozemského lva – Nizozemsko, 22. března 1975

- Řád Makaria III. – Kypr, 1980
- Řád Pákistánu – Pákistán, 1983
- velkokříž Řádu čestné legie – Francie, 2. května 1983[2]
- velkokříž s řetězem Řádu Karla III. – Španělsko, 19. září 1983[3]
- Řád Rajamitrabhorn – Thajsko, 2. května 1986[4]
- velkokříž speciální třídy Záslužného řádu Spolkové republiky Německo – Německo, 1986
- velkokříž Řádu 23. srpna – Rumunsko, 1987[1]
- velkokříž s řetězem Řádu bílé růže – Finsko, 1989[5]
- velkokříž Řádu za zásluhy – Chile, 1989
- rytíř Řádu slona – Dánsko, 17. října 1989